# Lautenbach (Gernsbach)
Lautenbach ist ein Stadtteil von Gernsbach im Landkreis Rastatt, Baden-Württemberg.

## Geographische Lage

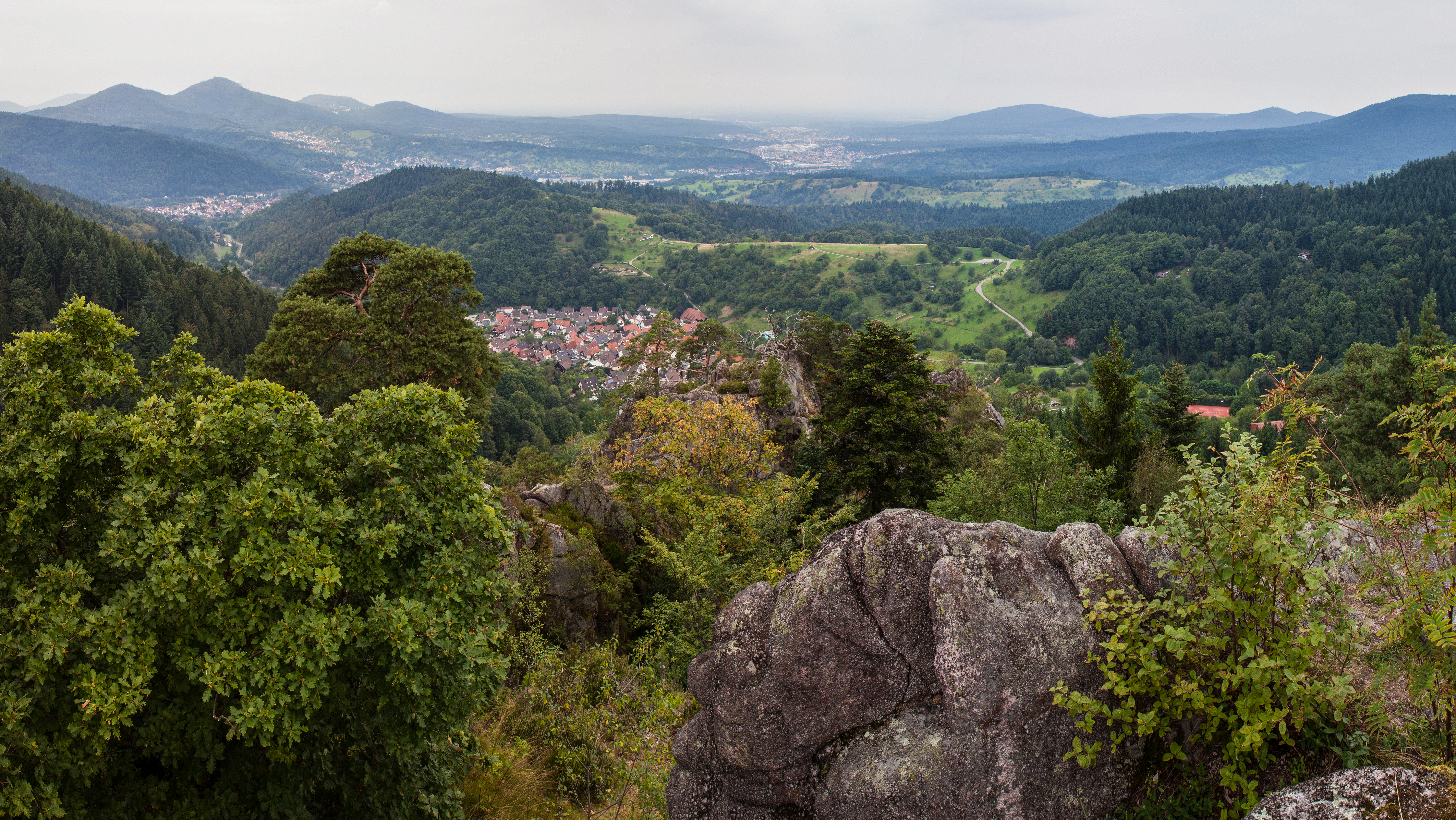
Blick von den Lautenfelsen auf Lautenbach und das untere Murgtal

Lautenbach liegt in ca. 280–370 Metern über NHN südöstlich von Gernsbach in einem Seitental des Murgtals im Nordschwarzwald. Ein gleichnamiger Bach durchfließt das Tal, der oberhalb des Orts am Westhang des 908 m hohen Bergs Teufelsmühle entspringt und nach 4,2 km über Lautenbach und Scheuern in die Murg fließt. Im Süden wird Lautenbach von den unter Naturschutz stehenden Lautenfelsen aus Forbachgranit überragt.

## Geschichte
Lautenbach wurde erstmals 1339/1340 als Lutembach erwähnt. Am 1. Januar 1973 erfolgte die Eingemeindung in die Stadt Gernsbach.

## Wappen
In Silber der lateinische schwarze Großbuchstabe L, hinten oben begleitet von einer blau besamten roten Rose.

## Infrastruktur
In Lautenbach liegt eines der vier Freibäder von Gernsbach und die 1961–1963 erbaute katholische Kirche Mariä Heimsuchung, die zur Seelsorgeeinheit Gernsbach gehört. Östlich oberhalb des Ortes befindet sich das Bildungszentrum Haus Lautenbach von Daimler Truck.

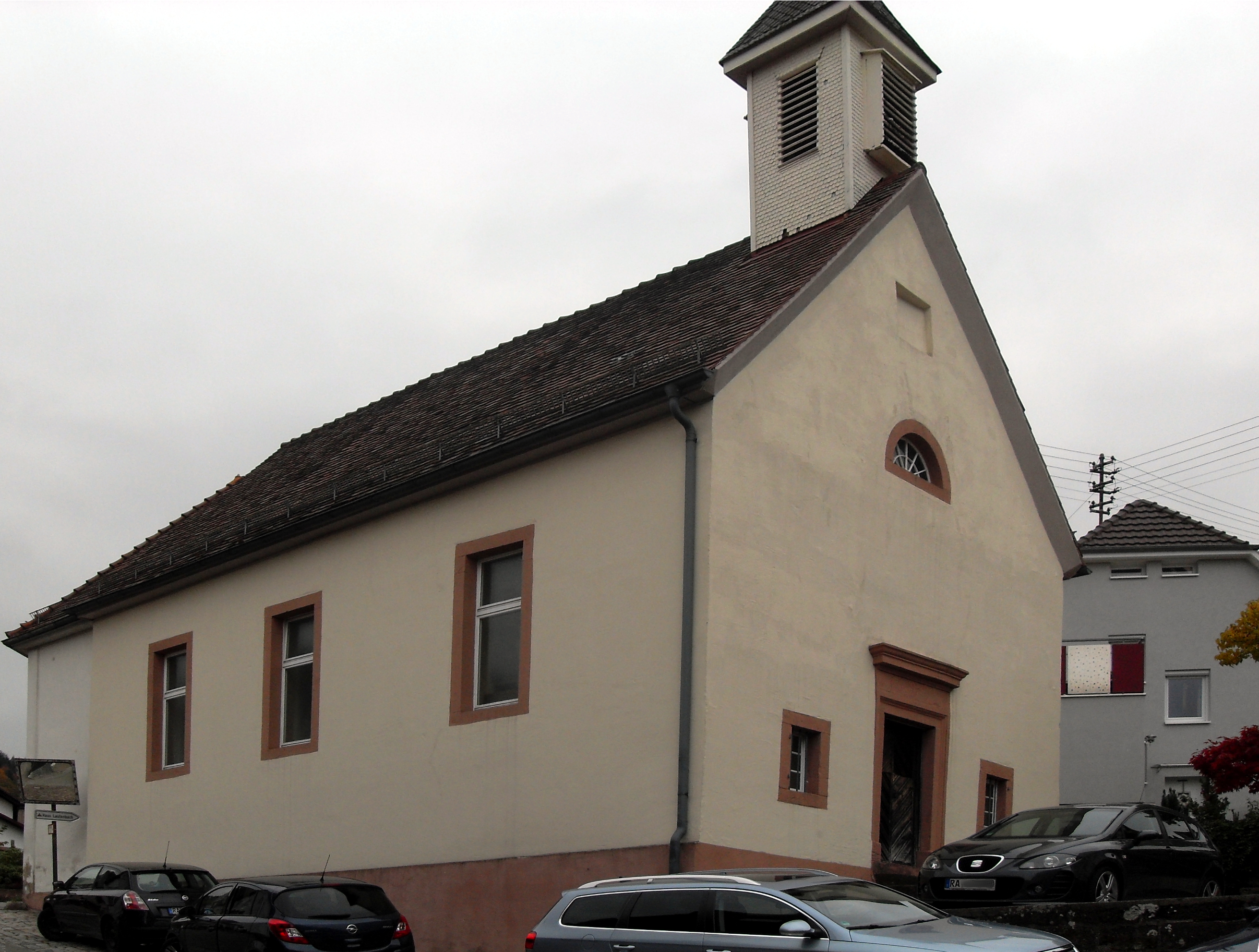
Alte Kirche Mariä Heimsuchung
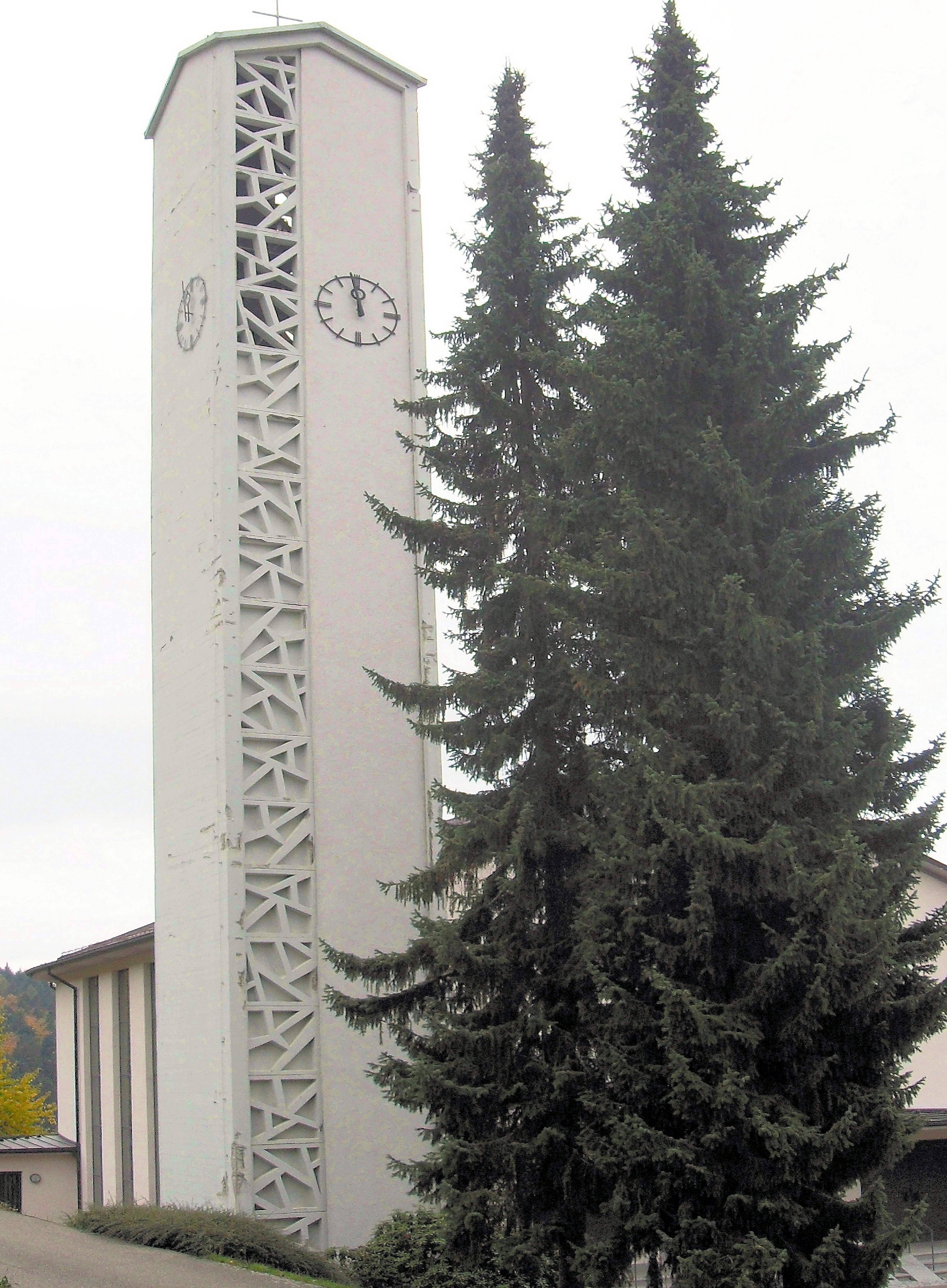
Neue Kirche Mariä Heimsuchung